# Christian von Klengel
Christian Klengel, seit 1664 von Klengel (* 1629 in Dresden; † 15. Februar 1693 in Hohenprießnitz) war ein deutscher Hochschullehrer und Jurist.

## Leben
Er war der erste Sohn des kursächsischen Rates und Obersteuerbuchhalters Caspar Klengel und Sabine Elisabeth, Tochter des kursächsischen Hauptmanns in der Trabantenleibgarde Wolfgang Fischer.
Zusammen mit seinem Bruder Wolf Caspar erhielt er Unterricht durch Privatlehrer. In der Folge absolvierte er ein Studium der Rechtswissenschaften in Wittenberg und ab 1650 zu Straßburg. Nach der dort 1652 erfolgten Promovierung erhielt er eine Professur an der Universität Wittenberg. 1663 wurde er für das Sommersemester zum Rektor der Universität berufen.
Zusammen mit seinen Brüdern Wolf Caspar, sächsischer Oberlandbaumeister und Oberinspektor der Zivil- und Militärgebäude sowie Carl, kursächsischer Stückjunker, wurde Christian Klengel unter dem sächsischen Kurfürsten Johann Georg II. mit Diplom vom 16. April 1664 in den Reichsadelsstand erhoben. Das dürfte insbesondere auf Grund der Verdienste von Wolf Caspar und auch Christians erfolgt sein.
Durch seine Kontakte zum kurfürstlichen Hof wurde er zum kurfürstlich-sächsischen Kammerrat und Hofgerichts- sowie Konsistorialassessor berufen. 1679 erfolgte seine Ernennung zum Wirklichen Geheimen Rat.
1675 erwarb Klengel das Rittergut Hohenprießnitz. Hier ließ er um 1677 ein neues Herrenhaus errichten, für welches vermutlich sein Bruder Wolf Caspar die Baupläne lieferte. Nach dem Tod Christians verkaufte seine Witwe wohl 1699 das Gut. Daneben besaß die Familie noch Weißig sowie Groß- und Klein-Rössen.
Er hinterließ keine männlichen Nachkommen, da seine zwei Söhne schon jung verstorben waren. Seine Beisetzung erfolgte in der Kirche Hohenprießnitz, wo er eine Grabplatte aus Marmor mit lateinischer Inschrift erhielt. Christian von Klengel gehörte in seiner Spätzeit mit zu den einflussreichsten und bekanntesten Männern Kursachsens.

## Werke
- Sceleton Chronologicum Seu Methodica Compilatio Temporum, Quae in Iure Canonico, Civili, Feudali & Saxonico occurrunt. Röhner, Wittenberg 1663 (staatsbibliothek-berlin.de).
- Pax germanica, panegyrica oratione in illustri academia Argentoratensi dicta. Mülbe & Stadel, Straßburg 1650 (books.google.de).
- De instrumentorum editione. Welper, Straßburg 1652 (books.google.de).
- De jure nummi. Wendt, Wittenberg 1660 (books.google.de).
- De Privilegiis Sepulchrorum. Henckel, Wittenberg 1669 (books.google.de).
- De juribus praediorum urbanorum & rusticorum. Wendt, Wittenberg 1662 (books.google.de).
- Disputatio Juridica De Sponsalibus. Haken, Wittenberg 1662 (uni-halle.de).
- Lex regia. (Resp. Johann Friedrich Scultetus) Röhner, Wittenberg 1662 (books.google.de).
- Discursus Iuridicus De Dominio. Wendt, Wittenber 1663 (uni-halle.de).